# Chiesa di Santa Rita da Cascia (Marino)
La chiesa parrocchiale di Santa Rita da Cascia è il principale luogo di culto cattolico di Cava dei Selci, frazione del comune di Marino, cittadina dei Castelli Romani, in città metropolitana di Roma Capitale e sede suburbicaria di Albano.
Il progetto, datato al 1976, è opera dell'architetto Sandro Benedetti.

## Storia
L'abitato di Cava dei Selci nacque nel secondo dopoguerra intorno ad una cava di selce dismessa, tra l'altro importante sito di estrazione del materiale di costruzione degli argini del fiume Tevere. L'area, in precedenza scarsamente antropizzata, si era venuta a trovare in posizione favorevole nei collegamenti con Roma grazie all'incrocio tra le Tranvie dei Castelli Romani (tratta Roma-Albano, aperta nel 1906 e dismessa nel 1965), la ferrovia Roma-Velletri (stazione di Casabianca, poi anche stazione di Santa Maria delle Mole) e la strada statale 7 Via Appia. Simmetricamente, dall'altra parte dell'Appia nacque l'abitato di Santa Maria delle Mole, il cui nucleo fu una cooperativa agricola (che diede vita al toponimo).

## Descrizione
La chiesa si doveva inserire in uno spazio individuato in un'area intensamente urbanizzata dal nulla negli anni Sessanta e Settanta, peraltro condizionata in altezza dalla presenza del cono di volo del vicinissimo aeroporto "Giovan Battista Pastine" di Roma-Ciampino.
L'architetto Sandro Benedetti pensa di realizzare un'aula liturgica coerente con i dettami del Concilio Vaticano II, in grado di riunire lo spazio dei fedeli e lo spazio del clero. La pianta è ottenuta dalla sovrapposizione di due croci greche, l'una ruotata rispetto all'altra di 45º. La stessa pianta, ridotta, viene proposta per la copertura del tiburio centrale, punto focale della chiesa.
All'esterno la chiesa appare come un massiccio insieme di torri ispirate alle cattedrali medioevali, nettamente diverse dalle circostanti case degli uomini (più basse). La chiesa sembra così "dare forma, materia e consistenza ai simboli della chiesa fortezza, Montagna Sacra e luogo della luce del Cristo" (Benedetti).
Benedetti riproporrà un modello analogo a quello di Cava dei Selci, seppur con maggior libertà di spazi, nella chiesa dei Santi Gioacchino e Anna (progetto 1979, realizzazione 1982-1984) a Torre Maura, zona urbanistica del comune di Roma, struttura che ottenne una menzione d'onore all'InArch regionale del Lazio del 1990.